# Golfo de Bótnia

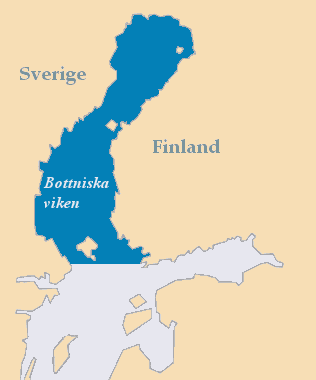
O golfo de Bótnia é a parte do mar Báltico ilustrada a azul

O golfo de Bótnia (sueco; Bottniska viken) é o braço mais setentrional do mar Báltico. Situa-se entre a costa ocidental da Finlândia e a costa oriental da Suécia. É composto pela baía de Bótnia (Bottenviken) e  pelo mar de Bótnia (Bottenhavet), separados pela estreito em degrau de Kvarken do Norte (Norra Kvarken).

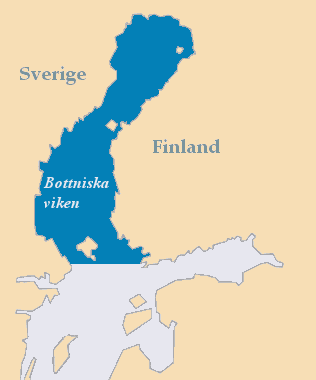
Golfo de Bótnia (Bottniska viken)
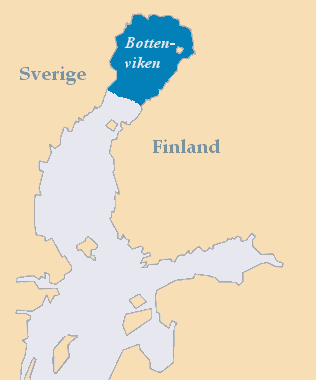
Baía de Bótnia (Bottenviken)
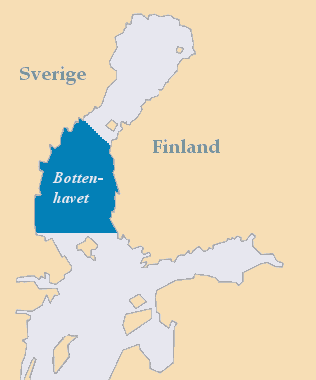
Mar de Bótnia (Bottenhavet)

Ao sul do golfo ficam as ilhas Alanda e o mar de Alanda. O mar é interessante porque sua salinidade diminui rapidamente em direção do norte, de modo que não se pode mais sentir o sal na água e diversos peixes de água doce ali vivem.
"Golfo de Bótnia" é uma transformação de Gotticus (antes do século XV) para Bothnicus (após o século XVI)[carece de fontes?]. A etimologia mais corrente, por outro lado, registra a origem do termo a partir do francês Botnie, este proveniente do sueco Bottniska viken. Já a forma sueca, advinda do sueco Botten, "fundo", viria do nórdico antigo Botn, com o mesmo sentido.

## Etimologia
Botten (antigamente grafado Botnen) deriva do sueco antigo botn, significando "baía/enseada/golfo".
Em português, Bottniska viken corresponde a golfo de Bótnia, Bottenviken a baía de Bótnia, e Bottenhavet a mar de Bótnia.

## Principais portos
- Umeå e Luleå (Suécia)